# 蓋斯卡·托克羅
蓋斯卡·托克羅（西班牙語：Gaizka Toquero；1984年8月9日—）是一位西班牙足球運動員。在場上的位置是前鋒，現效力於西甲球隊阿拉维斯体育。他曾效力於毕尔巴鄂竞技俱乐部。他是在2008年1月轉會毕尔巴鄂的，之前他效力於塞斯特奧河足球俱樂部和萊莫納足球俱樂部。